# Santa Croce a Montecitorio
Santa Croce a Montecitorio var en kyrkobyggnad i Rom, helgad åt Kristi Kors. Kyrkan var belägen vid dagens Via degli Uffici del Vicario i Rione Colonna. Tillnamnet ”Montecitorio” (tidigare Mons Acceptorius) syftar på den låga kulle, där Palazzo Montecitorio idag är beläget. Palatset hyser sedan 1871 Italiens deputeradekammare.

## Kyrkans historia
Ett kloster för franciskantertiarnunnor uppfördes på denna plats omkring år 1300. Påföljande sekel ansågs klostret för litet och man lät bygga ett andra kloster i närheten. På Leonardo Bufalinis karta över Rom från år 1551 ses de båda klostren utgöra ett enda byggnadskomplex. Kyrkan är treskeppig och har en korabsid. Kyrkan, som till en början var helgad åt Jungfru Marie Obefläckade Avlelse (Immacolata Concezione), restaurerades under påve Pius V:s pontifikat (1566–1572) och helgades då åt Kristi Kors (Santa Croce).
År 1671 flyttade nunnorna till San Bernardino da Siena ai Monti och klostret överläts påföljande år åt Den helige Filippo Neris Oblatsystrar, vilka förblev här till 1695. De sistnämnda grundade senare ett kloster vid San Filippo Neri all'Esquilino.
Kyrkan Santa Croce hyste bland annat målningarna De heliga Antonius av Padua och Agata av Giovanni Baglione och Den Korsfäste med de heliga Franciskus och Helena av Giovanni De Vecchi. Bägge konstverken återfinns numera i San Bernardino da Siena ai Monti.

## Bilder
| - Santa Croce a Montecitorio (vid den röda pilen) på Leonardo Bufalinis karta över Rom från år 1551. Andra avbildade kyrkobyggnader är Santa Maria Maddalena, San Salvatore alle Coppelle och Santa Maria Maddalena delle Convertite. |